# Mycalesis benina
Mycalesis benina är en fjärilsart som beskrevs av Karl Grünberg 1912. Mycalesis benina ingår i släktet Mycalesis och familjen praktfjärilar. Inga underarter finns listade i Catalogue of Life.

## Bildgalleri

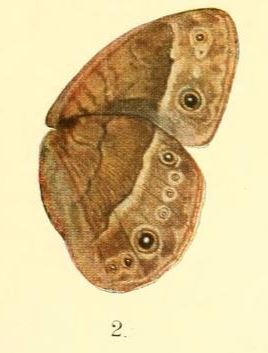